# Anne Marit Godal
Anne Marit Godal (née le 20 novembre 1972) est une éditrice norvégienne. En 2011, elle obtient le poste de directrice générale de la Store norske leksikon association et celui de rédactrice en chef de la Store norske leksikon (Grande encyclopédie norvégienne), de la Norsk biografisk leksikon (Encyclopédie biographique norvégienne) et du Kunnskapsforlagets Store Medisinske Leksikon (no) (Grande encyclopédie médicale norvégienne). Quand elle en prend la tête, l'encyclopédie est en danger, mais pendant son mandat en tant que rédactrice en chef, elle réussit à obtenir les financements nécessaires grâce à l'appui de l'État et des universités. En novembre 2016, elle est remplacée par Erik Bolstad (no).
De 2003 à 2010, Godal gère l’organisation norvégienne d'accès à la lecture Leser søker bok (no) (Lecteur cherche livre), ainsi que les sites boksok.no (no) et bok-til-alle-bibliotekene (no), qui reçoivent le Folkeopplysningsprisen (no) (Prix d'information publique) et le Prix Jonas (no).
Godal débute en 2017 comme développeuse de mission pour le centre scientifique Inspiria. En 2018, elle publie une anthologie poétique Alt skal bli forandra snart. 100 norske dikt om fellesskap og kamp avec Leif Høghaug.
Godal occupe plusieurs postes dans ses organisations de bénévoles dont la Ligue des jeunes travaillistes, Framfylkingen (no), le parti travailliste, Nei til UE, Norsk målungdom (no) et la Norges mållag (no). 
Elle a reçu une formation en sciences politiques de l'Université d'Oslo et de l'Université d'Aarhus, et est la fille de Sissel Rønbeck et Bjørn Tore Godal. 